# Robert Piesch
Robert Gustav Piesch (* 27. Juli 1871 in Bielitz; † 1954) war ein der deutschen Minderheit angehörender Politiker (DP) in der Zweiten Polnischen Republik.

## Leben
Pieschs Vater war Maschinenbauer. Nach dem Besuch verschiedener polnischer und deutscher Schulen beendete er seine Ausbildung 1890 am Staatlichen Lehrerseminar in Teschen. Anschließend war er Lehrer in Bielitz. Von 1915 bis 1923 war er daneben auch Direktor der städtischen Lehrerinnenbildungsanstalt in Bielitz.
Ab 1908 war Piesch Gemeinderat in Bielitz. 1922 wurde er in den polnischen Sejm gewählt, dem er bis 1930 angehörte.